# Croick
Croick är en by i Highland i Skottland. Byn är belägen 10 km 
från Melvich. Orten har 17 invånare (2011).